# Heterorrhina

H. sexmaculata

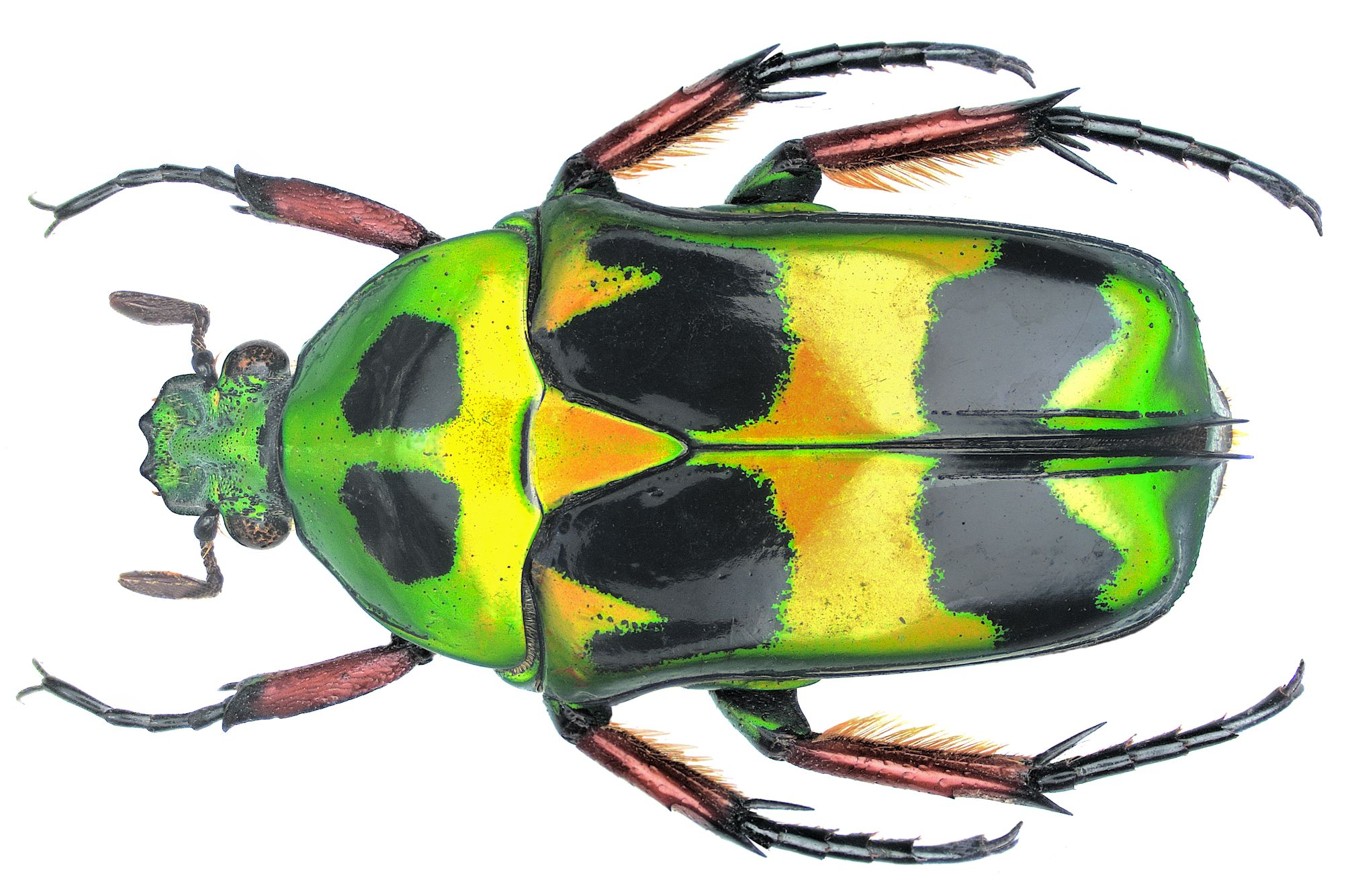
H. macleayi

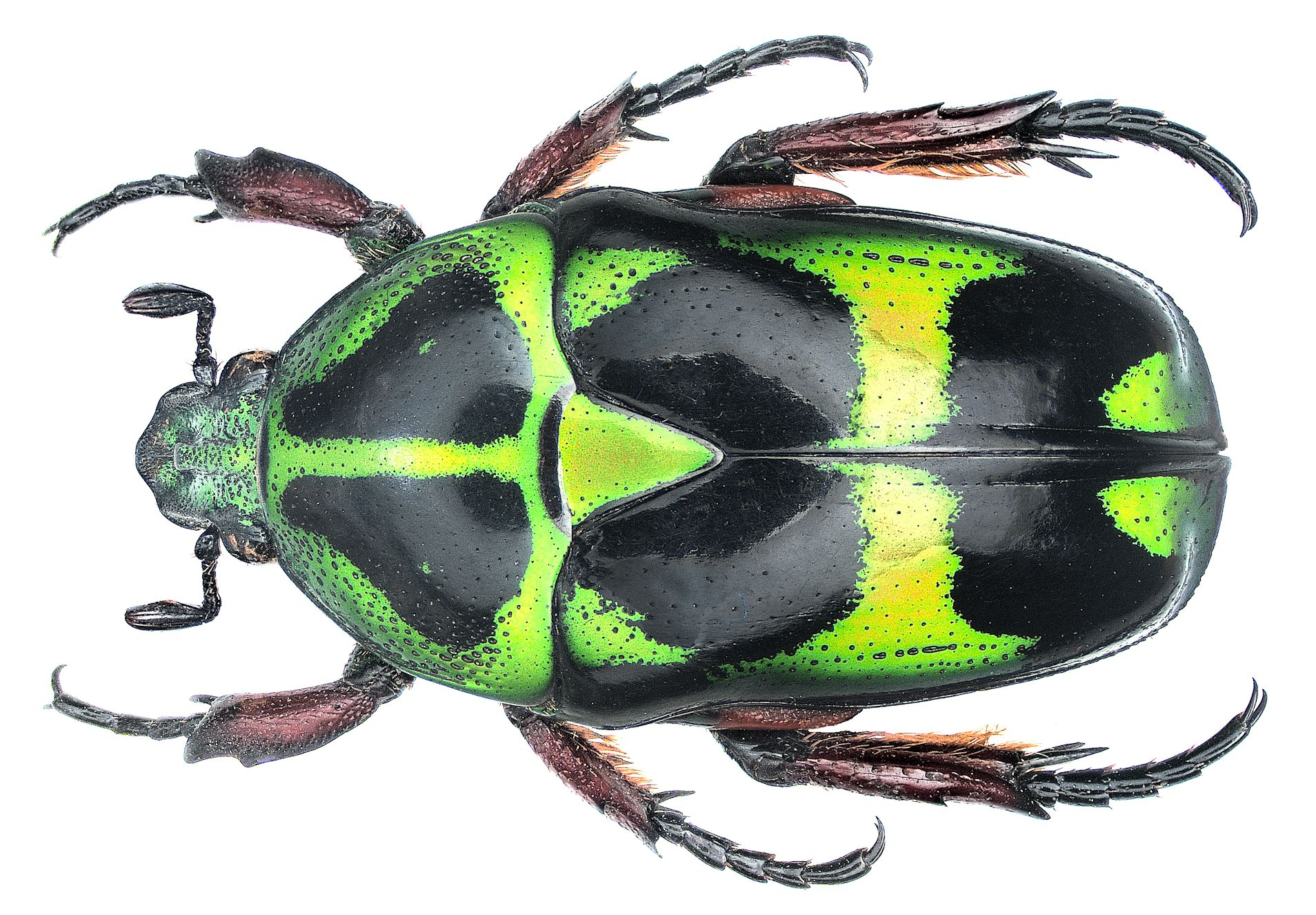
H. schadenbergi

Heterorrhina – rodzaj chrząszczy z rodziny poświętnikowatych, podrodziny kruszczycowatych i plemienia Goliathini.

## Taksonomia
Rodzaj ten został wprowadzony w 1842 roku przez Johna Obadiah Westwooda, który jego gatunkiem typowym ustanowił opisaną przez Fredericka Williama Hope'a Cetonia nigritarsis. W tym samym roku Hermann Burmeister opisał rodzaj Coryphocera, który został zsynonimizowany z Heterorrhina.

## Morfologia
Ciało ogólnie wydłużone, wciśnięte, ścięte. Nadustek nierozszerzony, zwykle delikatnie uzębiony. Na przodzie głowy występują albo tylko u samic albo u obu płci małe guzki. Miej lub bardziej trójkątne w obrysie przedplecze ma nasadę przed tarczką wciętą, a tylne kąty niewystające, choć dobrze zaznaczone. Wyrostek śródpiersia zwykle długi i smukły, a pygidium szerokie, płaskie i nieowłosione. Odnóża raczej smukłe. Samice mają dwuzębne golenie przedniej pary odnóży, podczas gdy u samców są one najczęściej nieuzbrojone.
Ubarwienie oskórka tych chrząszczy jest strukturalne i nie zawiera pigmentu, dzięki czemu nawet na okazach sprzed dwustu lat brak odbarwienia. Badania nad nim przeprowadzono u H. elegans w ramach poszukiwań farb strukturalnych, które nie zawierałyby pigmentów, będących często szkodliwymi dla środowiska substancjami.

## Rozprzestrzenienie
Chrząszcze głównie orientalne. Na zachód sięgają Indii, na północ Tybetu i Kuangsi, a na południowy wschód Filipin i Borneo. Najliczniej rodzaj reprezentowany jest w Indiach, gdzie występuje 14 gatunków. 6 gatunków znaleziono na Filipinach, 5 w Mjanmie, a 4 w Tajlandii.

## Systematyka
Dotychczas opisano 33 gatunki klasyfikowane w tym rodzaju:

- Heterorrhina amoena (Hope, 1841)
- Heterorrhina barmanica Gestro, 1888
- Heterorrhina borneensis Wallace, 1867
- Heterorrhina chantrainei Devecis, 2008
- Heterorrhina chayuensis Devecis, 2008
- Heterorrhina elegans (Fabricius, 1781)
- Heterorrhina flutschi Devecis, 2008
- Heterorrhina gracilis Arrow, 1910
- Heterorrhina jingkelii Devecis, 2008
- Heterorrhina keralai Devecis et Legrand, 2012
- Heterorrhina kuntzeni Schürhoff, 1933
- Heterorrhina leonardi Gestro, 1891
- Heterorrhina lumawigi Miksic, 1986
- Heterorrhina macleayi (Kirby, 1818)
- Heterorrhina micans (Guérin-Méneville, 1840)
- Heterorrhina mimula (Bourgoin, 1917)
- Heterorrhina minettii Antoine, 1998
- Heterorrhina nigritarsis (Hope, 1831)
- Heterorrhina obesa Janson, 1884
- Heterorrhina paupera (Mohnike, 1873)
- Heterorrhina planata Arrow, 1910
- Heterorrhina porphyretica Westwood, 1849
- Heterorrhina punctatissima Westwood, 1842
- Heterorrhina pyramidalis Delpont, 2009
- Heterorrhina rahimi Legrand et Chew Kea Foo, 2010
- Heterorrhina schadenbergi Heller, 1895
- Heterorrhina sexmaculata (Fabricius, 1801)
- Heterorrhina simillima (Mohnike, 1873)
- Heterorrhina simula (Janson, 1907)
- Heterorrhina sinuatocollis Schaum, 1849
- Heterorrhina tibialis Westwood, 1842
- Heterorrhina triangularis Delpont, 2009
- Heterorrhina versicolor (Janson, 1888)